# Vallée proglaciaire de Głogów-Baruth

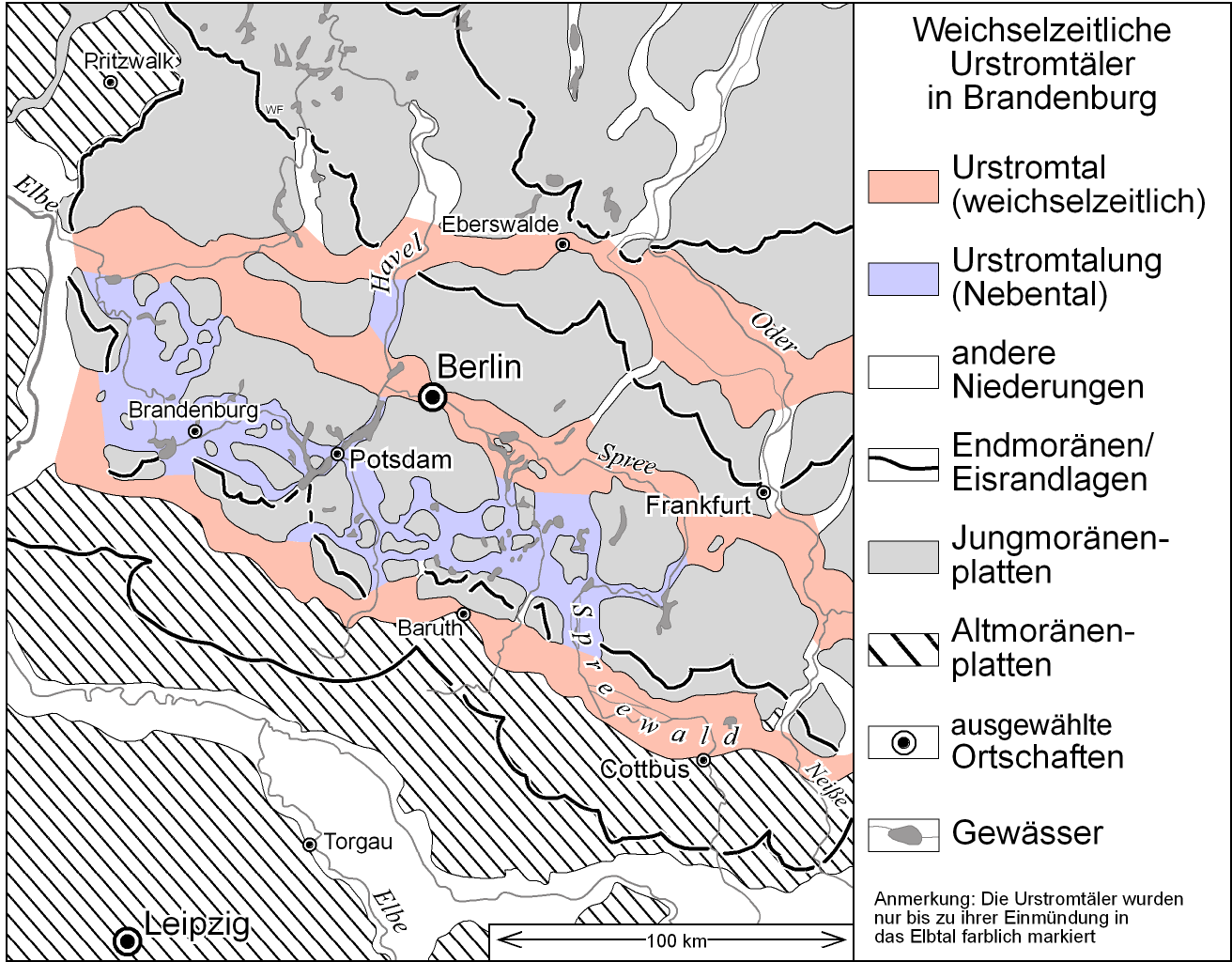
Le cours des trois chenaux proglaciaires à travers le Brandebourg et Berlin : au nord le chenal d'Eberswalde, au centre le chenal de Berlin et au sud le chenal de Baruth.

La vallée proglaciaire de Głogów-Baruth (Pradolina Barucko-Głogowska en polonais, Glogau-Baruther Urstromtal en allemand) est une vallée proglaciaire résultant de l'écoulement des eaux de fonte de l'extension maximale de l'inlandsis vistulien. Datant de 21 000 ans, il s'agit du plus ancien et du plus méridional des trois sillons proglaciaires principaux du Brandebourg en Allemagne.

## Géographie

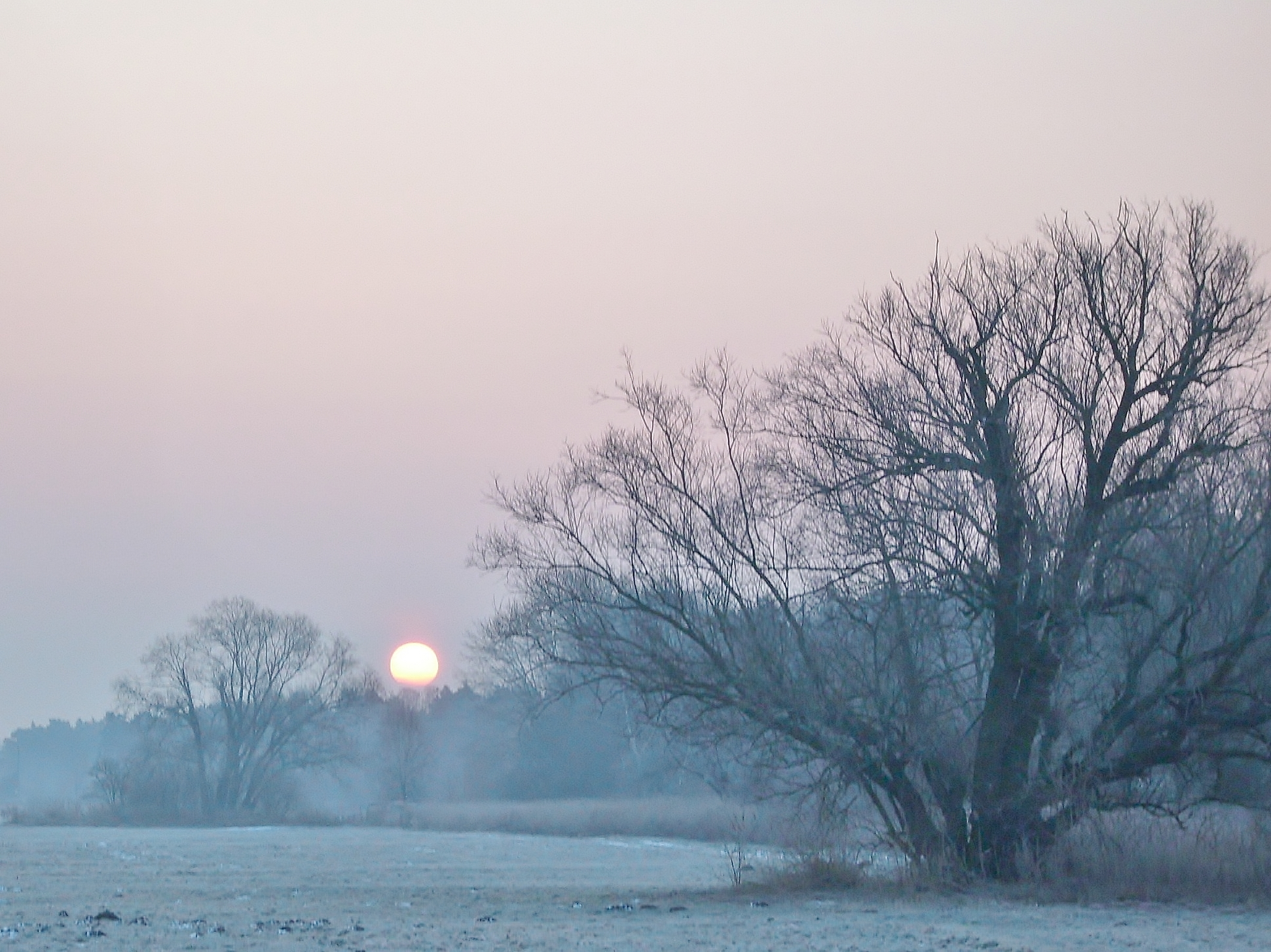
Vue sur la vallée vers Baruth/Mark à l'aube.

Le lit du chenal début vers la ville polonaise de Głogów et se prolonge vers l'ouest-nord-ouest par l'embouchure de la Barycz dans l'Oder au sud de Krosno Odrzańskie et Zielona Góra et au nord de Forst et Cottbus, par le nord de la forêt de la Spree, par Baruth/Mark et Luckenwalde, puis par le sud de Brandebourg-sur-la-Havel, par Genthin et Tangermünde jusqu'à l'Elbe. Pour désigner le prolongement du sillon proglacier le long de l'Elbe jusqu'à son embouchure à Cuxhaven, on parle de vallée proglaciaire de l'Elbe.
Alors qu'au sud s'étendent les moraines anciennes de la glaciation saalienne, le nord de la vallée est marqué par une plaine alluviale proglaciaire (sandur) légèrement plus élevée puis par les vallums morainiques plus récents de la glaciation vistulienne.